# Rosquillas de San Froilán
Las rosquillas de San Froilán son un dulce típico de la gastronomía leonesa, sobre todo en las celebraciones de las fiestas de San Froilán en La Virgen del Camino y en la ciudad de León, cerca del 5 de octubre.

## Historia
La historia de este postre típico leonés es muy reciente, y siempre relacionada con el leonés Santiago Pérez, maestro confitero de las desaparecidas confiterías La Coyantina, quien haciendo servicio militar en la villa asturiana de Gijón aprovechó este tiempo para aprender la profesión en el obrador de un confitero alemán. Después, el confitero leonés paso varios años en Alemania, siempre aprendiendo. Allá en los años 80 las introdujo en la gastronomía leonesa, no obteniendo éxito, por lo que dejó de ofrecerlas en sus confiterías. Han sobrevivido en la gastronomía leonesa gracias a los recetarios de la escuela que el confitero creó, hoy bajo la dirección de su hijo.
Pero no fue hasta finales de los años 90 cuando Luis César García González, maestro confitero de la Confitería Asturias, recuperó la receta y la introdujo en su confitería, cosechando un importante éxito. A partir de aquí son muchos los reposteros que se han unido para relacionarlas con las fiestas en torno a San Froilán, convirtiéndose en un postre muy apreciado por los leoneses.

A su vez en la capital, desde el obrador Pastelería Luzón también han conseguido mantener esta elaboración casi extinguida haciéndola llamar Galos de Madrid, son elaboradas como otro tipo de Rosquillas de San Isidro. Durante estos últimos años parece que su demanda va en aumento. 

## Características
Se trata de unas rosquillas de unos 20 o 30 gramos aproximadamente que son elaboradas a base de una masa de leche, sal, mantequilla, harina y huevos, saborizada con ron y que finalmente se recubre de un glasé blanco de azúcar (azúcar glas, agua y limón).